# Ponta de Sagres
A Ponta de Sagres (o étimo tem origem no latim Promontorium Sacrum, "Promontório Sagrado") é um promontório localizado a sudoeste de Sagres, no Algarve, Portugal. Fica 4 km a leste e 3 km a sul do Cabo de São Vicente, tido como o extremo sudoeste da Europa continental. Separa a oeste a Enseada do Belixe (que vai até ao Cabo de São Vicente) da Enseada de Sagres (mais pequena, com 1500m de largura, e que vai até à Ponta da Atalaia).
A região entre a Ponta de Sagres e o Cabo de São Vicente foi usada para fins religiosos desde a época do Neolítico, existindo menires no concelho de Vila do Bispo, onde ambos se situam.

## História
O promontório de Sagres foi sempre importante para os navegadores porque oferece abrigo às embarcações antes da perigosa navegação na zona do Cabo de São Vicente. Devido ao risco de serem empurrados pelas ondas para as falésias do Cabo, os mestre e capitães preferiam esperar condições favoráveis de vento e mar nas enseadas junto à Ponta de Sagres.

### Estrabão

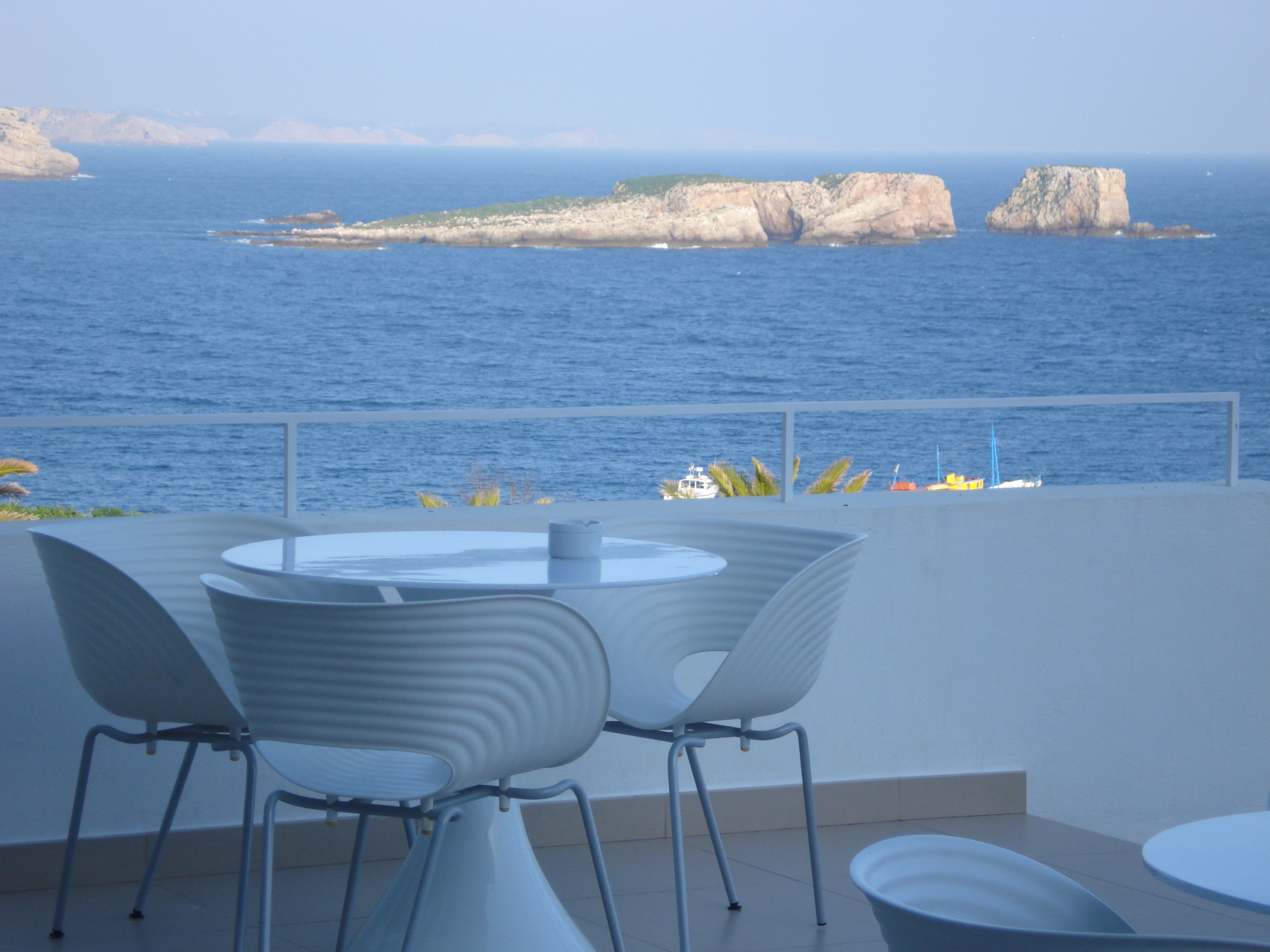
Ilhas do Martinhal, na Enseada do Martinhal, entrada do porto de Sagres.

Não existem certezas se foi a Ponta de Sagres, cujo nome provirá de Sacrum Promontorium, ou o vizinho Cabo de São Vicente, que era tido como promontório sagrado. Estrabão acreditava que o promontório era o ponto mais ocidental de "todo o mundo habitado". De facto, o Cabo de São Vicente está mais a oeste, mas, por estar mais a norte, o mapa de Estrabão da Península Ibérica é rodado em uns poucos graus no sentido dos ponteiros do relógio, ficando os Pirenéus numa linha norte-sul, e pode ter sido tomado como estando mais a oeste. O ponto mais ocidental Península Ibérica e da Europa continental é o Cabo da Roca, a oeste de Sintra; o mais meridional é a Punta de Tarifa, na Andaluzia.
Estrabão diz que Artemidoro menciona três ilhas a proteger locais de ancoragem nesse ponto. Nenhuma parte do Cabo de São Vicente corresponde a essa descrição, mas no lado oriental da Ponta de Sagres há um porto (hoje o moderno porto de Sagres) com antigas estruturas protegidas por quatro pequenos ilhéus em fila (já na Enseada do Martinhal, os chamados Ilhotes do Martinhal). Estrabão afirmava que tinham forma de navio.
Estrabão também afirma que Artemidoro relatava que não havia templos no promontório sagrado, apenas pedras. De acordo com os costumes, as pedras oscilantes devem ser rodadas pelos visitantes, uma libação vertida, e as pedras rotadas para as suas posições originais. Os sacrifícios não eram permitidos, nem a pernoita no local, afirmando-se que era quando os deuses vinham. Não havia água, e tinha de ser trazida pelos visitantes.

### Henrique, o Navegador

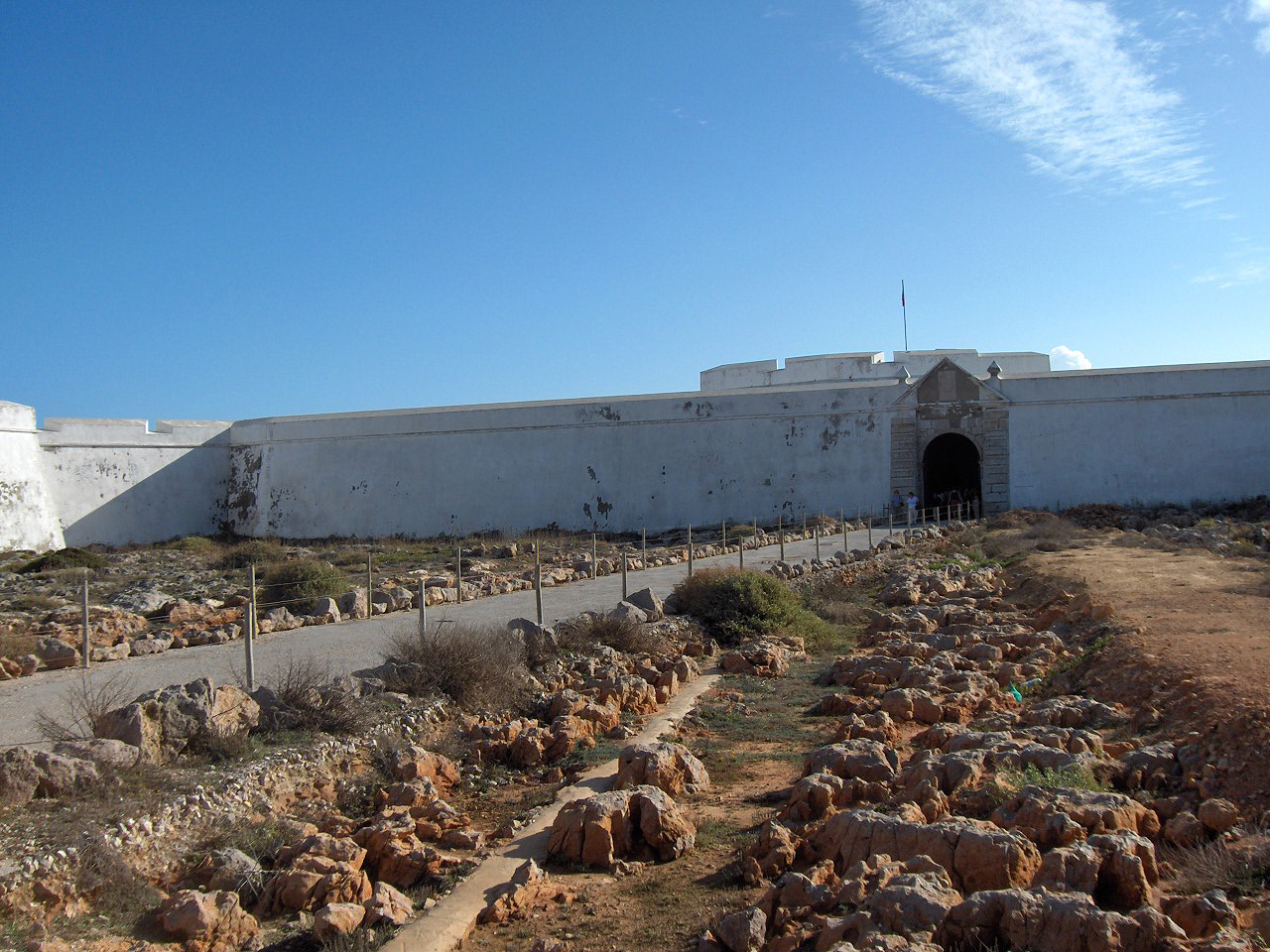
Fortaleza de Sagres

Quando o Infante D. Henrique, filho de D. João I e duque de Viseu, iniciou as suas explorações, deu começo às Era dos Descobrimentos na sua Vila do Infante, já que a península de Sagres não tinha os requisitos para tal empreitada. Havia pouca água potável, a agricultura era residual, havia falta de madeira para a construção naval, não havia porto de águas profundas, e a população era muitíssimo reduzida. O Infante repovoou uma aldeia chamada Terçanabal, que ficaria deserta devido a ataques de pirataria contínuos a partir do mar. A aldeia situava-se num local estratégico para as suas empreitadas marítimas e mais tarde chamar-se-ia Vila do Infante.
O Príncipe Henrique empregou cartógrafos, como Jehuda Cresques, para o ajudarem a mapear as costas da Antiga Mauritânia e promoveu viagens de reconhecimento para tal. Contratou um especialista em instrumentação e cartografia, Jaime de Maiorca, de modo que os seus capitães puderam ter a melhor informação e equipamento náuticos da época. Tal conduziu à lenda da Escola Naval de Sagres (embora uma "escola" signifique aqui um grupo de estudo, e não um edifício). Nunca existiu um centro de ciências da navegação ou um observatório. O centro das expedições era Lagos, mais a leste. Só mais tarde as rotas de navegação partiriam de Belém, a oeste de Lisboa.

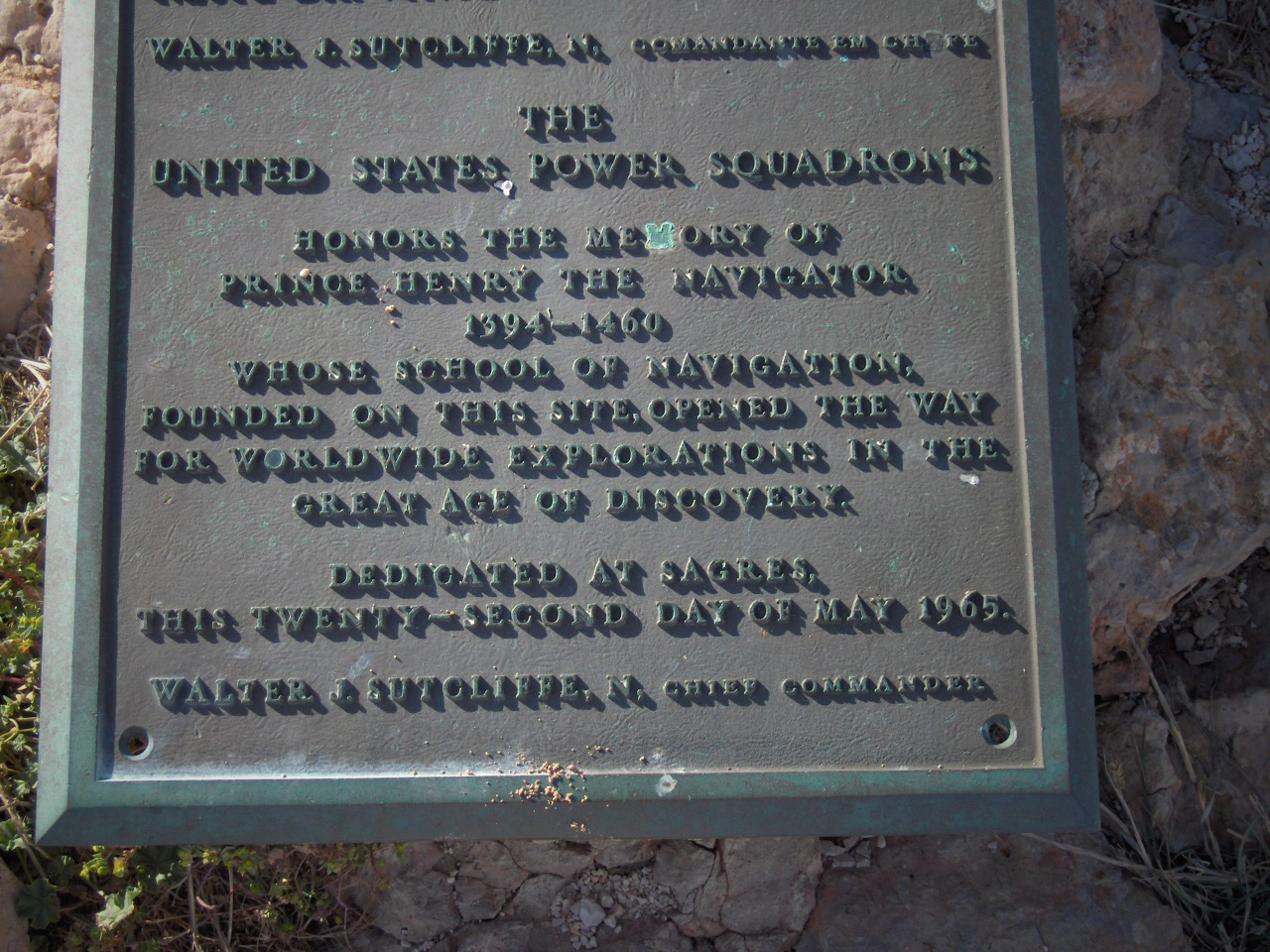
Placa em homenagem ao Infante D. Henrique, oferecida pela Marinha dos EUA e colocada na Fortaleza de Sagres

Foi uma época de importantes descobertas: a cartografia era tornada mais precisa graças a novos instrumentos de medida, com versões melhoradas do astrolábio e do relógio de sol, os mapas eram atualizados e melhorados, e foi concebido um tipo revolucionário de embarcação, a caravela.
O Infante D. Henrique construiu uma capela junto da sua casa em 1459, à medida que ia passando mais tempo em Sagres ou nas proximidades nos anos seguintes. Veio a falecer em Sagres em 13 de Novembro de 1460.
A localização precisa da escola de navegação do Príncipe Henrique (em Lagos?) é desconhecida (é uma crença popular que foi destruída no Terramoto de 1755).

## Fortaleza de Sagres

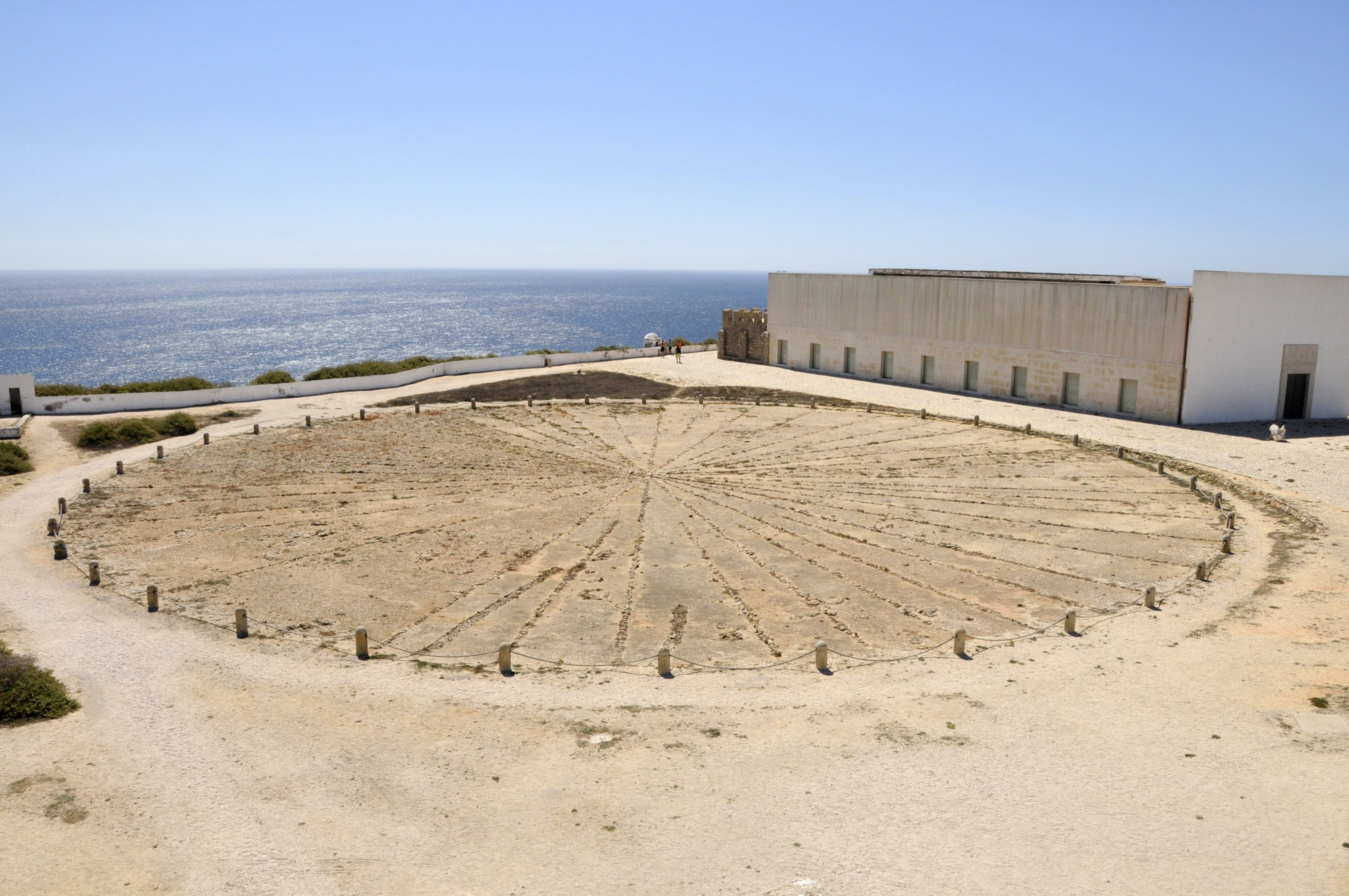
Rosa-dos-ventos.

A Fortaleza de Sagres, também referida como Castelo de Sagres ou Forte de Sagres, localiza-se em posição dominante coroando a Ponta de Sagres.
Da sua falésia escarpada, constantemente batida pelo vento, o visitante usufrui uma deslumbrante panorâmica ao longo da costa, com destaque para as enseadas de Sagres, o Cabo de São Vicente e a imensidão do Oceano Atlântico. A própria fortificação e as suas imediações, integradas no Parque Natural do Sudoeste Alentejano e Costa Vicentina, oferecem a possibilidade de um olhar próximo ao património natural da costa, especialmente no que se refere à flora, abrigando algumas das espécies mais representativas da região.
A fortaleza ficou muito danificada no sismo de 1755. Foi restaurada em meados do século XX, e ainda existe um torreão do século XVI. Depois de entrar num túnel, os visitantes podem ver uma enorme rosa-dos-ventos com 43 m de diâmetro. Normalmente as rosas-dos-ventos são divididas em 32 segmentos, mas esta tem 40 segmentos (talvez um erro no restauro do século XX). É muito provavelmente bastante posterior à Era dos Descobrimentos.

## Outros edifícios

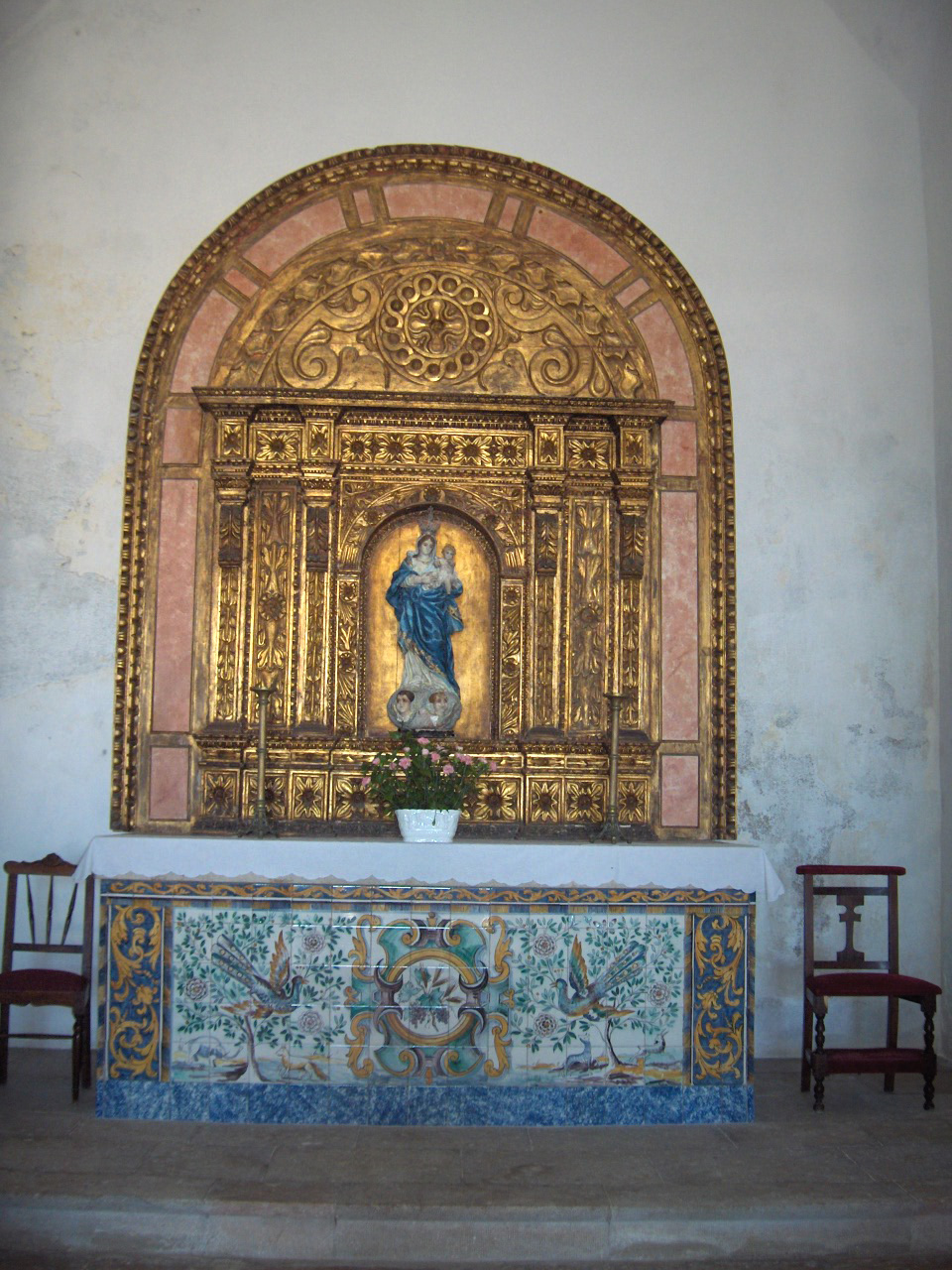
Retábulo da igreja

A muitas vezes restaurada igreja de Nossa Senhora da Graça data de 1579. Substituiu a igreja original do Infante D. Henrique de 1459. Também foi danificada pelo sismo de 1755. Algumas alterações foram feitas ao edifício como a construção de uma nova torre sineira na casa do cemitério. Há ainda algumas lápides funerárias no local. Dentro da modesta igreja, um retábulo barroco do século XVII sobre o altar veio da Capela de Santa Catarina do Forte de Belixe, enquanto as estátuas policromadas de São Vicente e São Francisco vieram do convento franciscano do Cabo de São Vicente.
Junto à igreja está uma réplica de um padrão, usado pelos exploradores portugueses para reclamar a descoberta e posse de territórios que fossem descobrindo.